# Mike Hammer, un detectiv american
Mike Hammer, un detectiv american (în engleză Come Die with Me: A Mickey Spillane's Mike Hammer Mystery) este un film de televiziune american regizat de Armand Mastroianni și scris de Mickey Spillane și John Lau. A fost difuzat la 6 decembrie 1994 și este bazat pe personaje create de Mickey Spillane și universul fictiv Mike Hammer.

## Rezumat
În Miami, un detectiv particular acceptă cu reticență cazul unei tinere al cărei tată a dispărut în mod misterios acum zece ani.

## Distribuție
- Rob Estes – Mike Hammer
- Pamela Anderson – Velda
- Randi Ingerman – Trinity
- James Hong – Nathan
- Geoff Meed – Schlitz
- Joyce Brothers – Joyce Brothers
- Darlanne Fluegel – Pat Chambers
- Brian Brophy – Agent Chutuk
- Mark S. Porro – Father Trini
- Julian Reyes – Luis
- Jason Kristofer – Not So Young
- Mick Rossi – Guns Are Us
- Greg Gault – Gimpy Margarita
- Deprise Brescia – Angela
- Kim Delgado – Agent Hotz
- Tony Jefferson – Donald Acuff
- Dennis Lau – Doughnut Man
- Elizabeth Armijo – Pretty Clerk
- Christopher Canole – The Sheik